# Самуйлово (Гагарінський район, присілок)
Самуйлово (рос. Самуйлово) — присілок Гагарінського району Смоленської області Росії. Входить до складу Токарєвського сільського поселення.
Населення — 2 особи. 